# Палінгенезія
Палінгенезія (від дав.-гр. πάλιν дав.-гр. πάλιν - знову і γένεσις - становлення, народження) - теорія німецького філософа Артура Шопенгауера котра стверджує, що воля людини ніколи не вмирає, а проявляє себе знову в нових проявах, індивідах. Водночас Шопенгауер заперечує принцип  реінкарнації про переселення конкретної душі. Теорія палінгенезії була викладена у другому томі його книги « Світ як воля і уявлення » — зокрема, у розділі «Смерть та її ставлення до неруйнівності нашої істоти».
Палінгенезія розглядає просторові кордони між людьми метафізично значущими, тобто одна особистість не може існувати одночасно у двох або кількох місцях простору.
Сам термін палінгенезія вперше зустрічається в Новому Завіті - παλιγγενεσία - ( Мф 19:28 ; Тит 3:5 ) і перекладається на українську мову як пакибуття, то як відродження. В інших перекладах цей термін звучить як Wiedergeburt та regeneratio . У перекладі на російську, звучить як пакибытие. 

## Загальна характеристика
У своєму творі Шопенгауер стверджує:
|  | Нескінченний час протікав, перш ніж я народився, — чим же був я весь цей час? Метафізична відповідь на це, мабуть, була б такою: «я завжди був я: саме всі ті, хто протягом цього часу називав себе я, це були я». |

Шопенгауер заперечував можливість збереження після руйнування тіла індивідуального «Я» з усіма його спогадами. Руйнування мозку та свідомості що означає повне знищення особистості. З іншого боку, унікальна як така, воля кожної людини не схильна до знищення. Воля людини зберігається після розпаду тіла і згодом ця воля проявляється у новій інтелектуальній оболонці. Нова особистість постає зовсім відмінною від старої. 
Шопенгауер відмовляється говорити про метемпсихоз, тобто «перехід цілої так званої душі в інше тіло», воліючи іменувати свою теорію «палінгенезією», під якою він розумів «розкладання і новоутворення індивіда, причому залишається лише його воля, яка, приймаючи образ нової істоти, Отримує новий інтелект». 
Фактично в ідеї Шопенгауера про «незнищенність нашої істоти» можна знайти наступність з ідеями давньогрецького філософа Парменіда про відсутність небуття.
У відповідь на можливу критику палінгенезії Шопенгауер пише:
|  | ... Якщо ж це не вдасться і боязке серце знову затягне свою стару жалібну пісню: «я бачу, як усі істоти шляхом народження виникають з нічого і через короткий час знову звертаються до ніщо: і моє буття, тепер справжнє, скоро теж лежатиме у далекому минулому, і я буду ніщо!», то правильна відповідь на цю скаргу буде такою: «Хіба ти не існуєш? Хіба ти не живеш у ньому, цьому дорогоцінному теперішньому, якого ви всі, діти часу, так жадібно прагнете, - хіба воно не твоє, справді твоє? І хіба ти розумієш, як ти досяг його? Хіба тобі відомі ті шляхи, які привели тебе до нього, щоб ти міг усвідомлювати, ніби смерть замкне їх для тебе? Сама можливість будь-якого існування твого я, після руйнування твого тіла, для тебе незбагненна. Але хіба вона може бути для тебе більш незбагненною, ніж твоє нинішнє існування і те, як ти його досяг? Чому ж ти сумніваєшся, що ті шляхи, які відкрилися перед тобою для цього сьогодення, не будуть відкриті для тебе і до будь-якого майбутнього?» |

## Сучасний стан

### Погляди Шредінгера
Одним із мислителів, який заявив про зв'язок своїх поглядів з думками Шопенгауера, є австрійський фізик-теоретик, лауреат Нобелівської премії з фізики (1933) Ервін Шредінгер .  У той же час Шредінгер, на думку Даніеля Колака , дотримувався радикальніших поглядів , які Колак назвав відкритим індивідуалізмом .
Філософ Мераб Мамардашвілі в такий спосіб викладає погляди Шредінгера: 
|  | І Шредінгер ставив таке запитання: ось вам було 16 років, і вас роздирали пристрасті. А що залишилося від того "я", яке було носієм цих пристрастей? Як якесь втілення "я", адже це були ви - разом з вашим тілом, з вашими переживаннями і тощо, але ж ви його не пам'ятаєте. А ви є. Отже, ви – інше «я»! У кожний момент ваші минулі «я» здавалися вам, що вони найважливіші, останні, а вони змінилися, навіть не породивши поняття смерті. Вони всі померли, а термін «смерть» навіть не виник. Навіщо ж, каже Шредінгер, боятися смерті? |

### Сучасна психологія
У психології існує низка близьких одна одній теорій, які можуть доповнити теорію Артура Шопенгауера. До них частково відносяться ідеї системної сімейної психотерапії Вірджинії Сатир. Також відомий метод сімейних розстановок Берта Хеллінгера, заснований на припущенні, що частини особистості померлих (або не доступних для спілкування) членів сім'ї проявляються в поведінці живих членів сім'ї, або в моделях їх спілкування між собою. На подібних уявленнях також засновано трансактний аналіз Еріка Берна та Клода Штайнера. Ерік Берн вважав, що у структурі дитини існують окремі компоненти, що зберігають моделі поведінки батьків стосовно неї, і відтворювані нею у подібних соціальних обставинах, наприклад під час спілкування зі своїми дітьми.

## Політика та історія
Чилійський диктатор Августо Піночет висловив свій урядовий проект після перевороту як національне відродження, натхненне Дієго Порталесом, діячем ранньої республіки:
| Ліві лапки | ...[демократія] відродиться заново, очищена від пороків і поганих звичок, які зрештою зруйнували наші інституції ... нас надихає дух Порталеса, який об’єднав націю ... | Праві лапки |